# Dancing Darkies
«Dancing Darkies» — американский короткометражный документальный фильм Уильяма К.Л. Диксона.

## Сюжет
Фильм рассказывает о группе молодых чернокожих парней, которые хвастаются своими действиями под музыку банджо.